# کوسوکه آتاری
کوسوکه آتاری (انگلیسی: Kousuke Atari; ۱۳ ژوئیهٔ ۱۹۸۰ –) خواننده اهل ژاپن بود. وی از سال ۱۹۹۹ میلادی تاکنون مشغول فعالیت بوده است.